# Henryk Kamiński (1930–2000)
Henryk Kamiński (ur. 25 maja 1930 w Ostrowie Wielkopolskim, zm. 22 grudnia 2000 w Pile) – polski działacz ruchu turystycznego, inżynier.
Po ukończeniu Wydziału Mechanicznego Szkoły Inżynierskiej w Poznaniu pracował w Fabryce Obrabiarek w Pleszewie. Od 1958 mieszkał i pracował w Pile. W 1959 wstąpił do Polskiego Towarzystwa Turystyczno-Krajoznawczego, którego działaczem pozostał do końca życia. W Oddziale PTTK w Pile zasiadał w Sądzie Koleżeńskim (1964–1967), a od 1967 pełnił przez kilkadziesiąt lat funkcję prezesa. Był też wiceprezesem Zarządu Wojewódzkiego PTTK w Pile (1975–1991). W latach 1991–2000 kierował Pilskim Ośrodkiem Programowym PTTK.
Został odznaczony m.in. Krzyżem Kawalerskim Orderu Odrodzenia Polski, Złotym Krzyżem Zasługi, a także wyróżnieniami turystycznymi – Złotą Odznaką Zasłużonego Działacza Turystyki i Złotą Honorową Odznaką PTTK.
Jego imię nadano Oddziałowi PTTK w Pile.